# IV Giochi della penisola del Sud-est asiatico
I IV Giochi della penisola del Sud-est asiatico si sono svolti a Bangkok (Thailandia) dal 9 al 16 dicembre 1967.

## Paesi partecipanti
Ai giochi hanno partecipato atleti provenienti da sei nazioni: Birmania, Laos, Malaysia, Singapore, Vietnam del Sud e Thailandia.

## Sport
Gli atleti hanno gareggiato nei seguenti sport: sport acquatici, atletica leggera, badminton, pallacanestro, pugilato, ciclismo, calcio, judo, rugby union, tiro, sepak takraw, vela, tennis tavolo, tennis, pallavolo e sollevamento pesi. Tra i partecipanti vi fu il re di Thailandia Rama IX, che in coppia con la figlia Ubolratana Rajakanya vinse la medaglia d'oro in barca a vela nella classe OK Dinghy.

## Medagliere
*   Paese ospitante
| Posiz. | Nazione         | Oro | Argento | Bronzo | Totale |
| ------ | --------------- | --- | ------- | ------ | ------ |
| 1      | Thailandia*     | 77  | 48      | 47     | 172    |
| 2      | Singapore       | 28  | 31      | 28     | 87     |
| 3      | Malesia         | 23  | 29      | 43     | 95     |
| 4      | Birmania        | 11  | 26      | 32     | 69     |
| 5      | Vietnam del Sud | 6   | 10      | 17     | 33     |
| 6      | Laos            | 0   | 0       | 3      | 3      |
| Totale | Totale          | 145 | 144     | 170    | 459    |